# Alive and Transported
Alive and Transported är en liveskiva med en dvd-konsert av gruppen Tobymac, inspelad i Houston, Texas under 2008.

## Låtlista
1. Intro
2. Ignition
3. Catchafire (Whoopsi-Daisy)
4. Boomin
5. No Ordninary Love
6. J Train
7. Gone
8. Irene
9. I'm For You
10. In The Light
11. Yours
12. The Slam
13. Love Is In The House
14. Atmosphere
15. Lose My Soul
16. Diverse City
17. Made To Love You
18. Burn For You
19. Jesus Freak
20. Extreme Days
21. Bonus Track